# 縄田洋海
縄田 洋海（なわだ ひろうみ、1946年8月12日 - ）は、福岡県福岡市中央区出身の元プロ野球選手（投手）。

## 来歴・人物
福岡第一高から八幡大学へ進学。九州六大学野球リーグでは在学中5回優勝。重い速球を武器に1966年春季リーグから3季連続でリーグ最優秀選手に選ばれる。また同年から全日本大学野球選手権大会に3年連続出場。1966年の大会では準決勝に進むが近大に敗退した。
大学卒業後、1969年に社会人野球の八幡製鐵へ入団。しかし出場機会に恵まれず、練習試合で3試合に登板し1勝しただけだった。
1969年のドラフト外で西鉄ライオンズに入団。本格派投手で、オーバースローから、シュート、カーブを武器とする。一軍登板は1972年の10試合のみのリリーフ登板に終わり、1973年に引退。
引退後は、福岡市内で焼き鳥屋「野球鳥」を経営している。2003年には『西日本新聞』の記者からの取材に対し、西鉄OBとして、埼玉に移転した（西武）ライオンズと、その後福岡に移転した福岡ダイエーホークスへの双方の想いを語っている。

## 詳細情報

### 年度別投手成績
| 年 度     | 球 団     | 登 板 | 先 発 | 完 投 | 完 封 | 無 四 球 | 勝 利 | 敗 戦 | セ 丨 ブ | ホ 丨 ル ド | 勝 率 | 打 者 | 投 球 回 | 被 安 打 | 被 本 塁 打 | 与 四 球 | 敬 遠 | 与 死 球 | 奪 三 振 | 暴 投 | ボ 丨 ク | 失 点 | 自 責 点 | 防 御 率 | W H I P |
| --------- | --------- | ----- | ----- | ----- | ----- | -------- | ----- | ----- | -------- | ----------- | ----- | ----- | -------- | -------- | ----------- | -------- | ----- | -------- | -------- | ----- | -------- | ----- | -------- | -------- | ------- |
| 1972      | 西鉄      | 10    | 0     | 0     | 0     | 0        | 0     | 1     | --       | --          | .000  | 47    | 11.0     | 10       | 2           | 8        | 0     | 0        | 9        | 0     | 0        | 8     | 8        | 6.55     | 1.64    |
| 通算：1年 | 通算：1年 | 10    | 0     | 0     | 0     | 0        | 0     | 1     | --       | --          | .000  | 47    | 11.0     | 10       | 2           | 8        | 0     | 0        | 9        | 0     | 0        | 8     | 8        | 6.55     | 1.64    |

### 記録
- 初登板：1972年4月18日、対ロッテオリオンズ1回戦（北九州市営小倉球場）、9回表から2番手で救援登板・完了、1回無失点

### 背番号
- 45 （1970年 - 1973年）